# مقاطعة قرضو
مقاطعة قرضو (بالصومالية: Degmada Qardho)‏هي مقاطعة في ولاية بونتلاند شمال شرق الصومال، كانت المقاطعة تابعة لمحافظة باري قبل إنشاء محافظة كركار، عاصمتها مدينة قرضو.

## روابط خارجية
- مقاطعات الصومال
- الخريطة الإدارية لمقاطعة قرضو